# Gabriel Combrouze
Gabriel Combrouze, né le 7 juin 1865 à Libourne (Gironde) et mort le 10 décembre 1946 à Saint-Émilion (Gironde), est un homme politique français.

## Biographie
Fonctionnaire à l'inscription maritime de 1883 à 1889, il se consacre ensuite à l'exploitation de son domaine viticole à Saint-Émilion, dont il est maire de 1896 à 1944. Conseiller d'arrondissement en 1898, président du conseil d'arrondissement, il est conseiller général en 1913 et député de la Gironde de 1906 à 1924, inscrit au groupe de la Gauche démocratique, puis à celui de la Gauche radicale. Il est secrétaire de la Chambre en 1913-1914.
Il a épousé Madeleine Lavau a qui il a été donné en dot la propriété de Grand Pontet, premier grand cru classe à St Émilion.